# Spectraalklasse

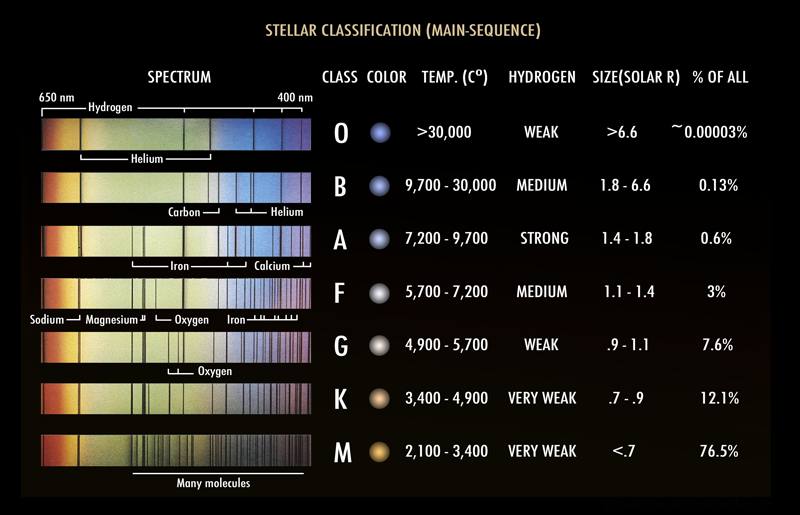
Sectarian van sterren met verschillende spectraalklassen

De spectraalklasse is een indeling van sterren op de kleur (hun kleurtemperatuur) en het spectrum van het uitgestraalde licht.
Met het blote oog is al te zien dat sterren verschillende kleuren hebben, sommige zijn blauwachtig, andere meer rood. Afhankelijk van de massa en leeftijd van de ster (de evolutionaire status) is de effectieve temperatuur en daardoor het spectrum verschillend. Bij de meeste sterren is er een duidelijke relatie tussen de spectraalklasse en de lichtkracht, de hete en blauwe sterren geven het meeste licht, koele en rode sterren het minste. Dit verband is uitgezet in het Hertzsprung-Russelldiagram en wordt de hoofdreeks genoemd. Naast de hoofdreeks zijn er onder andere rode reuzen en witte dwergen.

## Geschiedenis

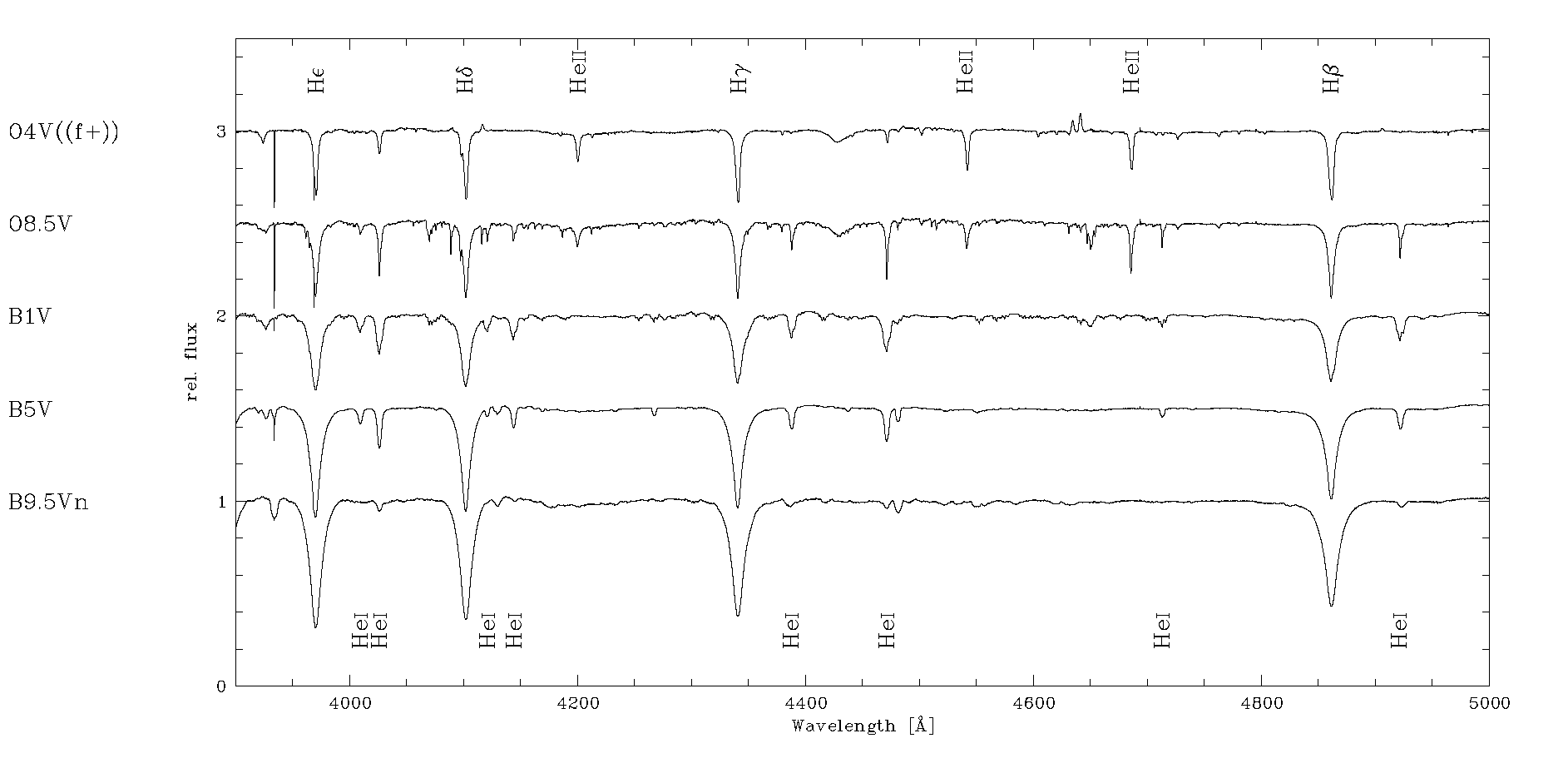
Spectra van sterren met spectraalklasse O4V, O8.5V, B1V, B5V, en B9.5V (van boven naar onder). Spectraallijnen van waterstof (H) en helium (He) worden aangegeven.

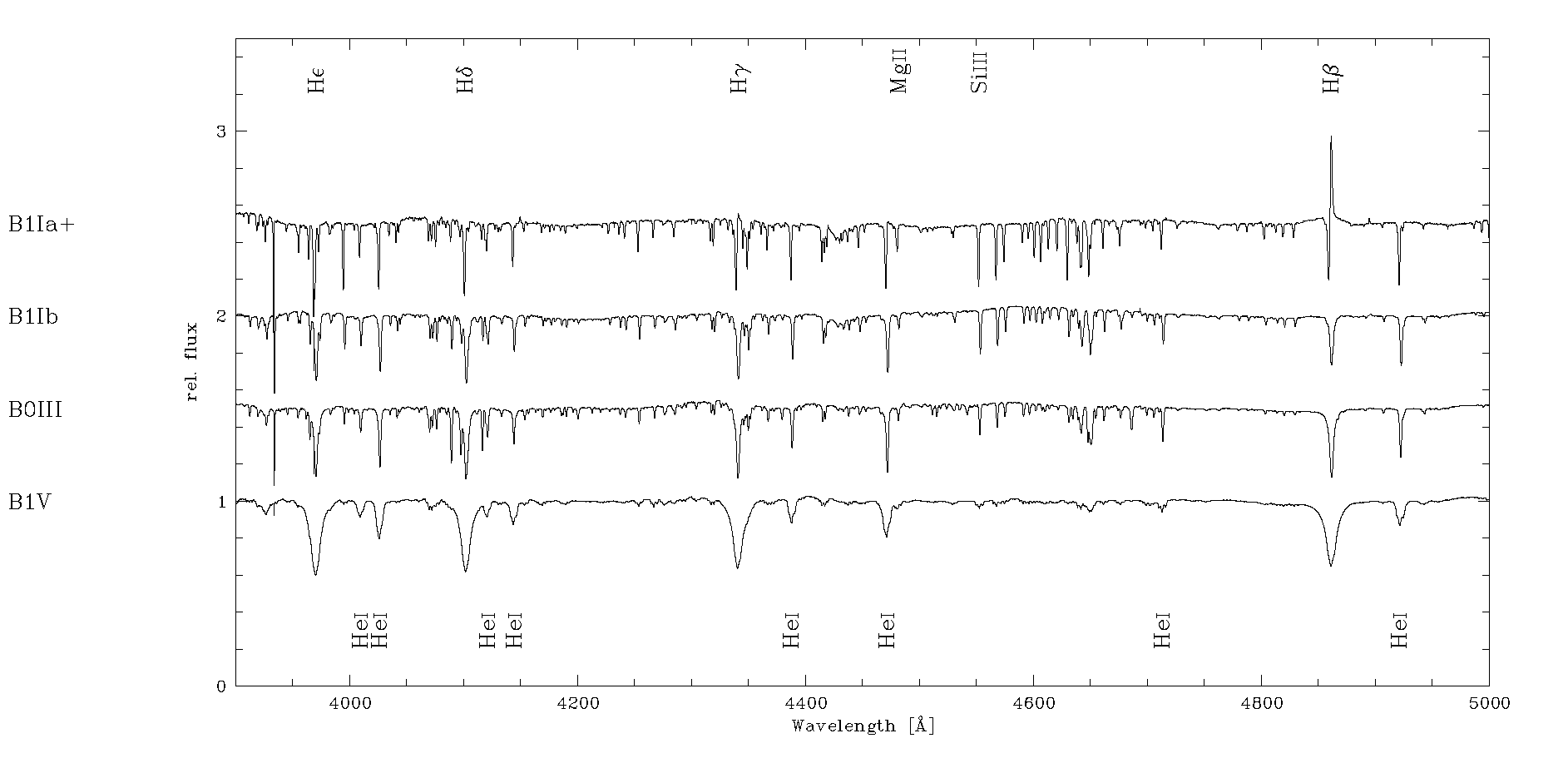
Spectra van B1 sterren met verschillende lichtkracht: B1Ia, B1Ib, B0III, en B1V

Naast de warmtestraling van de ster die bepaald wordt door de temperatuur van de steratmosfeer zijn er absorptielijnen en soms emissielijnen in de spectra te vinden van de elementen waaruit de steratmosfeer bestaat of van de interstellaire materie tussen de ster en de aarde. Deze lijnen zijn ontdekt in 1802 in het spectrum van de Zon en worden wel Fraunhoferlijnen genoemd.
Tussen 1866 en 1877 werden sterren door Angelo Secchi volgens hun spectra ingedeeld in klassen I, II, III, IV en V. 
De indeling werd begin 20e eeuw bij de publicatie van de Henry Draper Catalogue verbeterd en geclassificeerd volgens de letters van het alfabet (A-Q). In deze classificatie nam de sterkte van de waterstoflijnen af vanaf klasse A. 
Later werd dit schema
door de astronome Annie Cannon vereenvoudigd en bijgesteld tot de reeks O-B-A-F-G-K-M-N. Dit wordt ook wel de Harvard-classificatie genoemd. Hier zijn type N koolstofsterren.
Een verdere verfijning werd door Cannon aangebracht door een cijfer toe te voegen, bijvoorbeeld K5 (oorspronkelijk K5M) is "halverwege" K0 en M0.
In 1897 ontdekte Antonia Maury dat bij eenzelfde spectraalklasse sterren bestaan met spectraallijnen die zij beschreef als 'normaal' (a), 'wazig' (b), of 'scherp' (c). 
Ejnar Hertzsprung ontdekte in 1905 dat de klasse c sterren een veel grotere afstand hebben dan de klasse b sterren. Hij noemde deze sterren respectievelijk 'reuzen' en 'dwergen'  (de Mount Wilson classificatie). 
Omstreeks 1911 werd bij de koolstofsterren onderscheid gemaakt tussen type N en type R en in 1922 werden de eveneens rode S-type steren ontdekt wegens sterke banden van zirkoniummonoxide naast de normale titaniummonoxidebanden in hun spectra. 
In 1925 vond Cecilia Payne-Gaposchkin dat de reeks O-B-A-F-G-K-M van Annie Cannon bepaald wordt door de afnemende effectieve temperatuur van de steratmosfeer van type O naar type M.
In 1930 werd ontdekt dat de spectra van Wolf-Rayetsterren verschillen van die van type-O sterren en werd ook type-W ingevoerd. Deze sterren tonen geen waterstof en helium in hun spectra. 
Na de ontwikkeling van het Hertzsprung-Russelldiagram in 1913 werden ook andere lichtkrachtklassen herkend en in 1930 waren dwergen, subreuzen, reuzen en superreuzen bekend (gevolgd door subdwergen in 1939). Dit leidde tot de publicatie in 1943 van de Atlas of Stellar Spectra with an outline of Spectral Classification door William Wilson Morgan, Philip C. Keenan en Edith Kellman (de Yerkes classificatie). In 1953 brachten Morgan en Keenan enkele wijzigingen aan in de classificatie criteria en sindsdien wordt het de MK-classificatie genoemd die nog steeds gebruikt wordt, behalve bij koolstofsterren. 
De reeks W-O-B-A-F-G-K-M-R-N-S is te onthouden door het ezelsbruggetje Wow! Oh, Be A Fine Girl/Guy, Kiss Me Right Now, Sweety!), waarbij de W sterren het heetst (en blauw) zijn, en de S sterren het koelst (en rood).
Na de ontdekking van bruine dwergen in 1995 zijn de typen L, T, en Y toegevoegd.

## Kenmerken van de verschillende klassen
| Klasse | Effectieve temperatuur | Normale kleurbeschrijving | Ware kleur   | Massa                 | Radius                | Lichtkracht             | Waterstoflijnen | Percentage van alle hoofdreekssterren |
| Klasse | Effectieve temperatuur | Normale kleurbeschrijving | Ware kleur   | Vergeleken met de zon | Vergeleken met de zon | Vergeleken met de zon   | Waterstoflijnen | Percentage van alle hoofdreekssterren |
| ------ | ---------------------- | ------------------------- | ------------ | --------------------- | --------------------- | ----------------------- | --------------- | ------------------------------------- |
| O      | ≥ 30.000 K             | blauw                     | blauw        | ≥ 16 M☉               | ≥ 6,6 R☉              | ≥ 30.000 L☉             | Zwak            | ~0,00003%                             |
| B      | 10.000–30.000 K        | blauwwit                  | diepblauwwit | 2,1–16 M☉             | 1,8–6,6 R☉            | 25–30.000 L☉            | Medium          | 0,13%                                 |
| A      | 7.500–10.000 K         | wit                       | blauwwit     | 1,4–2,1 M☉            | 1,4–1,8 R☉            | 5–25 L☉                 | Sterk           | 0,6%                                  |
| F      | 6.000–7.500 K          | geel wit                  | wit          | 1,04–1,4 M☉           | 1,15–1,4 R☉           | 1,5–5 L☉                | Medium          | 3%                                    |
| G      | 5.200–6.000 K          | geel                      | geel         | 0,8–1,04 M☉           | 0,96–1,15 R☉          | 0,6–1,5 L☉              | Zwak            | 7,6%                                  |
| K      | 3.700–5.200 K          | oranje                    | oranje       | 0,45–0,8 M☉           | 0,7–0,96 R☉           | 0,08–0,6 L☉             | Zeer zwak       | 12,1%                                 |
| M      | 2.400–3.700 K          | rood                      | rood         | 0,08–0,45 M☉          | ≤ 0,7 R☉              | ≤ 0,08 L☉               | Zeer zwak       | 76,45%                                |
| L      | 1.300–2.400 K          | roodbruin                 | scharlaken   | 0,005–0,08 M☉         | 0,08–0,15 R☉          | 0,000 05–0,001 L☉       | Extreem zwak    |                                       |
| T      | 500–1.300 K            | bruin                     | magenta      | 0,001–0,07 M☉         | 0,08–0,14 R☉          | 0,000 001–0,000 05 L☉   | Extreem zwak    |                                       |
| Y      | ≤ 500 K                | donkerbruin               | zwart        | 0,0005–0,02 M☉        | 0,08–0,14 R☉          | 0,000 0001–0,000 001 L☉ | Extreem zwak    |                                       |

## Verdere onderverdelingen
Naast deze fijnere schaalverdeling wordt ook een aanduiding gebruikt die de lichtkracht aangeeft (I of c = superreus, III of g = reus, V of d = hoofdreeksster, D = "degenerate" = witte dwerg), of die aangeeft of spectraallijnen van bepaalde elementen sterker of juist zwakker zijn dan wat normaal is voor deze klasse. Een toegevoegde "e" geeft ongebruikelijke emissielijnen aan, een "p" wijst op een spectrum met eigenaardige ("peculiar") kenmerken, zoals de Ap en Bp sterren.
De verschillende lichtkrachtklassen kunnen worden herkend aan de breedte van de spectraallijnen: door drukverbreding is de equivalente breedte van lijnen in dwergsterren groter dan die van dezelfde lijnen in reuzensterren.
Een overzicht van de lichtkrachtklassen:
- 0 hyperreuzen
- I superreuzen
  - Ia-0 (hyperreuzen of zeer heldere superreuzen), Voorbeeld: Eta Carinae
  - Ia (heldere superreuzen), Voorbeeld: Deneb (spectrum is A2Ia)
  - Iab (intermediaire superreuzen) Voorbeeld: Betelgeuze (spectrum is M2Iab)
  - Ib (minder heldere superreuzen)
- II heldere reuzensterren
  - IIa, Voorbeeld: β Scuti (HD 173764) (spectrum is G4 IIa)
  - IIab Voorbeeld: HR 8752 (spectrum is G0Iab:)
  - IIb, Voorbeeld: HR 6902 (spectrum is G9 IIb)
- III normale reuzensterren
  - IIIa, Voorbeeld: ρ Persei (spectrum is M4 IIIa)
  - IIIab Voorbeeld: δ Reticuli (spectrum is M2 IIIab)
  - IIIb, Voorbeeld: Pollux (spectrum is K2 IIIb)
- IV subreuzen
  - IVa, Voorbeeld: ε Reticuli (spectrum is K1-2 IVa-III)
  - IVb, Voorbeeld: HR 672 A (spectrum is G0.5 IVb)
- V hoofdreekssterren (dwergen)
  - Va, Voorbeeld: AD Leonis (spectrum M4Vae)
  - Vb, Voorbeeld: 85 Pegasi A (spectrum G5 Vb)
- VI subdwergen. Subdwergen worden meestal aangeduid met sd of esd (extreme subdwerg) voor de spectraalklasse
  - sd, Voorbeeld: SSSPM J1930-4311 (spectrum sdM7)
  - esd, Voorbeeld: APMPM J0559-2903 (spectrum esdM7)
- VII (ongewoon) witte dwergen. Witte dwergen worden aangeduid door wD of WD.

Onze Zon is van spectraalklasse G2V, bijvoorbeeld Sirius (Alpha Canis Majoris) is heter en van type A1V. Aldebaran (Alpha Tauri) is wat koeler, een rode reus van type K5III. De K- en M-klasse-sterren van de hoofdreeks zijn rode dwergen en zo lichtzwak dat ze niet met het blote oog te zien zijn.

## Planetoïden
Planetoïden worden ook ingedeeld in klassen aan de hand van het spectrum van het gereflecteerde zonlicht. Hiermee wordt niet de temperatuur maar de globale samenstelling van de planetoïde vastgelegd.